# Irové
Irové (anglicky Irish people, irsky Muintir na hÉireann, na hÉireannaigh, na Gaeil, česky dříve též Irčani či pejorativně Irčouni) jsou evropská etnická skupina, která pochází z Irska, ostrova na severu západní Evropy. Lidé irského etnika mimo Irsko jsou běžně v mnoha západních zemích a anglicky hovořících zemích. Velký počet lidí irského původu žije ve Spojených státech, asi desetkrát více než v Irsku samém.

## Původ
V průběhu posledních 9000 let bylo Irsko svědkem nájezdů mnoha různých skupin lidí na jeho pobřeží. Prvními legendárními příchozími byli lidé kmenů Nemed, Fomor, Firbolg a Tuatha Dé Danann, kteří jsou dnes (s výjimkou Firbolgů) považováni spíše za mytologické bytosti, než skutečné nájezdníky.
Starodávní Irové – tvůrci památek Ceide Fields a Newgrange, jsou téměř neznámí. Ani jejich jazyk, ani to jak sami sebe nazývali není známo. Až do poloviny prvního tisíciletí našeho letopočtu, bylo Irsko známo pod různými názvy. Irové sami je nazývali Banba, Scotia, Fódla, Ériu, Římané ostrovu říkali Hibernia nebo Scotia a Řekové Ierne.
Stejně tak názvy pro obyvatele Irska byly různé. Staří Římané je nazývali Attacotti, Scoti a Gael. Slovo Gael bylo odvozeno ze staré velštiny, gwyddel (znamená nájezdníci), bylo Iry přijato pro označení sebe sama. Stejný význam má označení pro Vikingy, které je spíše popisem jejich činnosti (nájezdy, pirátství), než skutečného etnického spříznění.
Název Irish (Ir) a Ireland (Irsko) je odvozen od slova Érainn[zdroj⁠?!], označení pro lid žijící v dnešním středním a jižním Munsteru. Jejich poloha byla výhodná pro obchod se zámořskými sousedy (západ Británie, Galie a Hispánie) a to vedlo k převzetí názvu pro obyvatele celého ostrova.
Irský ostrov obývaly etnika Airgialla, Fir Ol nEchmacht, Delbhna, Fir Bolg, Érainn, Eóganachta, Mairtine, Conmaicne, Soghain a Ulaid.

## Příjmení
Mnohá irská příjmení byla poangličtěna v době anglické kolonizace v 16. století. Vyznačují se typickými předponami jako O', Fitz nebo Mac.
Pro osoby keltského původu je společné to, že jejich příjmení velmi často začíná na „Ó“ nebo „Mac“ (případně psáno „Mc“ nebo staženo na pouhé „Ma“ či „M'“). „O“, původně Ó, se vyvinulo z Ua (původně hUa), což znamená „vnuk“ nebo „potomek“ jmenované osoby. Například potomci irského krále Briana Boru byli známi jako klan Ua Brian (O'Brien). Předpona je standardně psána jako O’. Genealog Kimberly Powell vysvětluje, že „apostrof, který obvykle následuje za písmenem O ..., pochází z omylu anglicky mluvících úředníků z alžbětinských dob, kteří si to vykládali jako stažený tvar slova of.“
„Mac“ nebo „Mc“ znamená „son of“ (syn …) a začíná tak řada irských (a skotských) příjmení. Není žádné pravidlo, že by Mac bylo skotské a Mc irské: Mc je jednoduše zkrácený zápis předpony Mac. Je však pravdou, že Mc je více rozšířeno v Ulsteru a Ó je méně běžné ve Skotsku než v Irsku.
Některá společná příjmení začínající předponou Ó jsou: Ó Ceallaigh (anglicizovaně Kelly), Ó Gallchobhair (O'Gallagher), Ó Hainbhthin (Hanifin, Hanifan apod.), Ó Raghallaigh (O'Reilly), Ó Laoidheach (Lee), Ó Néill (O'Neill), Ó Briain (O'Brien),O Fallamhain (O'Fallon) Ó Conchúir (O'Connor), Ó Cathasaigh (O'Casey), Ó hÍcidhe / Ó hÍceadha (O'Hickey), Ó Laoire (O'Leary), Ó Seachnasaigh (O'Shaughnessy), Ó Greaney (O'Greaney), Ó Dónaill (O'Donnell), Ó Dubhda (O'Dowd), Ó Tuathail (O'Toole), Ó Meadhra (O'Meara), Ó Mealaigh (O'Malley), Ó hEadhra (O'Hara), Ó Bradaigh (O'Brady) a Ó Seanacháin (O'Shanahan). 
Některá příjmení začínající předponou Mac jsou: Mac Diarmada (MacDermott), Mac Cárthaigh (MacCarthy), Mac Donnachadha (MacDonough), Mac Dómhnaill (MacDonnell), McElligott, Mac Coileáin (MacQuillan), Mac Aonghusa (MacGuinness, Magennis), Mac Lochlainn (MacLaughlin), Mac Uidhir (MacGuire), Mac Mathúna (MacMahon), Mac Gadhra (McGeary) a Mac Cormaic (MacCormack). Žádný tvar není upřednostňován, takže se například používá jak MacCarthy tak McCarthy.
Je zde i početná skupina příjmení odvozených od severských vlastních jmen, jako Sweeney ze Swein a McAuliffe z Olaf. Příjmení Cotter, obvyklé v Corku, je odvozeno od severského vlastního jména Ottir.
„Fitz“ je zkomolenina francouzského „fils de“, používaného Normany a které znamená „son of“ (syn …). Normané byli potomky Vikingů, kteří se usadili v Normandii a zcela přejali francouzské způsoby a jazyk.
Častá příjmení začínající na Fitz jsou: FitzGerald (Mac Gearailt), FitzSimons (Mac Síomóin), FitzGibbons (Mac Giobúin), Fitzpatrick (Mac Giolla Phádraig) a FitzHenry (Mac Anraí); mnozí z jejich nositelů jsou potomky normanských osadníků.
Podobná příjmení jsou častá ve Skotsku a to z důvodu používání stejného jazyka a masové imigrace Irů do Skotska koncem 19. a začátkem 20. století. Skotská příjmení jsou rozšířena v Ulsteru, v důsledku vzájemných sňatků a předreformační katolické imigrace.

## Vlastní jména
Některá vlastní jména v dnešním Irsku jsou odvozena z tradičních irských jmen a poangličtěných irských jmen, ačkoliv anglická jména zůstávají stále používaná.

## Osobnosti

### Hudba
Dosti úspěšní jsou Irové v globální populární hudbě, vesměs s anglofonní tvorbou. Jmenovitě Bono Vox, lídr a zpěvák skupiny U2, Enya, Sinéad O'Connor, Bob Geldof, skupina Cranberries se zpěvačkou Dolores O'Riordanovou v čele, skupina The Corrs s Andreou Corrovou patří k nejpopulárnějším umělcům světa. Ze slavné chlapecké kapely Boyzone se nakonec nejvíce proslavili Ronan Keating a Stephen Gately. Ve stopách Boyzone jde dnes skupina Westlife. Nedávno na sebe světovým hitem Take Me to Church upozornil zpěvák Hozier. Jako rockový kytarista proslul Gary Moore. Legendou soulové hudby je Van Morrison. S programem Lord of the Dance sbírá úspěchy tanečník Michael Flatley. Slavným harfeníkem (harfa byla tradičním národním hudebním nástrojem a je i v irském státním znaku) 18. století byl Turlough O'Carolan. V oblasti vážné hudby se nejvíce prosadil Charles Villiers Stanford.

### Další umění
Významným moderním malířem a představitelem tzv. nové figurace je Francis Bacon. Architekt Kevin Roche získal prestižní Pritzkerovu cenu.
Držitelem Oscara je režisér Neil Jordan. Nejznámějšími herci jsou Pierce Brosnan, Liam Neeson, Richard Harris, Peter O'Toole nebo Jonathan Rhys Meyers. Ve zlaté éře Hollywoodu zářila Maureen O'Harová.

### Věda
V Irsku se narodil William Thomson (lord Kelvin), po němž je pojmenována jednotka tepla Kelvin. Robert Boyle je často označován za prvního moderního chemika. Fyzik William Rowan Hamilton jako první popsal kvaterniony. Zakladatelem hydrodynamiky byl George Gabriel Stokes. Stupnice síly větru dodnes nese jméno Francise Beauforta. Hans Sloane založil Britské muzeum. Za Ira lze považovat i Charlese Algernon Parsonse, vynálezce přetlakové parní turbíny. Ve vývoji fyziky sehrál důležitou úlohu George Francis FitzGerald. Astronom Edward Sabine objevil souvislost mezi slunečními skvrnami a kolísáním magnetického pole. Objevitelkou pulsaru byla severoirská astronomka Jocelyn Bellová Burnellová. John Stewart Bell se zabývá kvantovou fyzikou a je autorem Bellova teorému. Nobelovu cenu za fyziku získal Ernest Thomas Sinton Walton, za fyziologii William C. Campbell. Irské občanství získal i fyzik Erwin Schrödinger.
Nejslavnějšími filozofy jsou George Berkeley, Clive Staples Lewis a Edmund Burke. Během tzv. karolinské renesance sehrál velkou roli filozof Jan Scotus Eriugena. Otcem tzv. skotského osvícenství byl filozof Francis Hutcheson. Názorem, že v Bibli není nic mystického a křesťanství může být plně racionální, proslul protestantský filozof John Toland. Nejvýznamnějším irským ekonomem byl Francis Ysidro Edgeworth.

### Politika
Klíčovými irskými politickými osobnostmi ve 20. století, zejména v boji za vlastní stát, byli Éamon de Valera, Patrick Pearse, Michael Collins, James Connolly nebo Roger Casement. Za řešení severoirského problému získali Nobelovu cenu za mír Seán MacBride, John Hume, David Trimble, Betty Williamsová a Mairead Maguire. 
Národním symbolem a křesťanským patronem Irů je Svatý Patrik. Legendárními šiřiteli křesťanství byli též Svatý Kolumba, Svatý Brendan, Brigita Irská aj.
Irský původ má i řada zahraničních státníků, např. americký prezident John Fitzgerald Kennedy, kanadský premiér Brian Mulroney, australský premiér Paul Keating aj.

### Sport a další
Ernest Shackleton vedl tři expedice do Antarktidy. Slavnou pirátkou byla Anne Bonnyová. Eddie Jordan několik let provozoval stáj Jordan ve Formuli 1. Arthur Guinness byl zakladatelem pivovaru Guinness.
Nejslavnějším (severo)irským fotbalistou byl George Best, držitel Zlatého míče z roku 1968. Plavec Michelle Smith má tři zlaté olympijské medaile.